# キンブリ・テウトニ戦争
キンブリ・テウトニ戦争（キンブリ・テウトニせんそう、Cimbri-Teutons War）は、紀元前113年から紀元前101年に渡って行われた、民族系統不明のキンブリ人、ゲルマン系の民族であるテウトニ人（チュートン人）を中心とした勢力と共和政ローマによる戦争を指す。
英語圏では最も多数を占めたキンブリ人を指して、単にキンブリ戦争（Cimbrian War）とも呼ばれる。

## 概要
三度に亘るポエニ戦争を制して地中海世界の大国へ躍進したローマは周辺領域の蛮族に対しても影響力を示し、幾つかの勢力と同盟関係を構築していた。
その一つであったタウリスキ人にキンブリ人が攻撃を仕掛けた事でローマの介入が始まったが、ローマ側はノレイアの戦いとアラウシオの戦いで大敗を喫した。原因は元老院階級による平民政治家の蔑視、主に元老院階級および騎士階級の大規模農業による中産階級の没落、それらによって生じた武器自弁による市民軍制度の崩壊にあった。属州はおろかイタリア本土すら脅かされかねない状況は第二次ポエニ戦争以来の危機をローマに与え、同時期に起きていたユグルタ戦争と共に貴族中心の政治に不信感が抱かれる契機となった（閥族派、民衆派）。
そんな中、民衆の圧倒的支持を受けて執政官に当選した平民出身の軍人ガイウス・マリウスは大規模な軍制改革を実行に移した。彼はローマ軍の指揮系統・戦闘序列・訓練制度を一新し、また市民軍を装備を配給しての職業軍人制へと転換した。軍を再建したマリウスはアクアエ・セクスティアエの戦いとウェルケラエの戦いで蛮族の大軍勢を壊滅に追い込んだ。キンブリ人、及び彼らと同盟を結んでいたチュートン人、アンブロネス人、ティグリニ人は歴史上から消滅し、王は殺されるか捉えられ、また生き残った者はローマの奴隷とされた。
彼の残した軍制改革は帝政ローマ時代に至るまで踏襲され、ローマ軍の基本制度となった。

## 推移

### 背景
紀元前120年から紀元前115年にかけて、何らかの理由（恐らくは気候の変動と見られている）でスカンジナビア半島南部とユトランド半島に定住していた系統不明の民族であるキンブリ人が南下を開始した。彼らは同盟関係にあったゲルマン系のテウトニ人と合流してゲルマニアやガリアの諸勢力と戦争を繰り返し、ケルト系のボイイ人やスコルディスキ人とも交戦している。キンブリ人とテウトニ人は南欧のノリクム地方にまで南下したが、此処は地中海世界の周縁部として共和政ローマの影響下にあり、同地に定住するタウリスキ人はローマと同盟を結んでいた。
紀元前113年、両勢力から攻撃を受けたタウリスキ人は単独では対処できず、ローマの元老院へ救援を求めた。

### ローマ軍の介入と敗北
元老院は同年の執政官グナエウス・パピリウス・カルボ を指揮官とする遠征軍を派兵、カルボ軍はタウリスキ人を救援するべくノリクムに進軍した。カルボは強固な防衛陣地を建設して戦いに備えると、キンブリ人とテウトネス人に対して直ちにノリクムから退去する様に警告した。当初、キンブリ人の王であるボイオリクスは数では上回るものの、強大さを伝え聞いていたローマとの戦争を恐れて停戦に応じた。ところが戦勝を望んでいたカルボは伏兵での不意打ちを仕掛け、これに激怒したキンブリ側は一転して開戦した。
両軍はノレイアで衝突し、3万名程度の軍団兵で30万名を超す蛮族に戦いを挑んだカルボは一方的に敗北した。辛うじて天候の悪化で敵の追撃が止んで全滅こそ避けられたが、生還したのは6000名に過ぎなかった為にカルボは厳しい批判に晒される事になる。勝利を得たキンブリ人とテウトネス人は勢いに乗り、一旦はノリクムから西進してローマ側の属州ガリア・キサルピナに侵攻しようとした。しかし途中で別のローマ領の属州が置かれた南ガリア地方へと進路を変え、アルプス山脈の北側を行軍した。
紀元前109年、蛮族側は属州ガリア・ナルボネンシスに現れ、執政官マルクス・ユニウス・シラヌスの守備隊を打ち破って侵攻を開始した。
紀元前107年、同時期に起きていた北アフリカでのユグルタ戦争で閥族派の指揮官クィントゥス・カエキリウス・メテッルス・ヌミディクスが民衆派の副将ガイウス・マリウスの執政官当選により解任される事件が起こった。この際、同僚執政官ルキウス・カッシウス・ロンギヌスが予備戦力を率いてガリアに出向いた事で戦力が失われてしまい、マリウスは抜本的な軍制改革を決意する。一方、ロンギヌス軍はキンブリ人らと合流して南ガリアで略奪を行っていたティグリニ人と対峙したが、ブルディガラの戦いで敗北してロンギヌスは副将ルキウス・カルプルニウス・ピソ・カエソニウスと共に戦死した。ルキウス・カルプルニウス・ピソ・カエソニヌス (紀元前112年の執政官)

### 大カエピオの惨敗
紀元前105年、ガイウス・マリウスによってユグルタ戦争はローマ側の勝利で決した。しかし依然として北方では蛮族の優勢が続き、度重なる敗北に業を煮やした元老院は同年の執政官グナエウス・マッリウス・マクシムスに正規軍を預け、かつ属州ガリア・キサルピナの総督クィントゥス・セルウィリウス・カエピオ（大カエピオ）の軍勢を援軍に差し向けた。ローマ軍は12個軍団から10個軍団にも上る正規軍と4万名の属州兵からなり、総勢8万名を数えた。
だが名門中の名門出身である大カエピオは、逆に平民出身であったマクシムスを蔑視して共同作戦を拒否した。二つの軍勢は結束を欠いたままに戦場へ向かったが、結末は無残であった。最初に攻撃を仕掛けた大カエピオ軍はマクシムス軍と全く協調せず単独で敵陣地に攻め入ったが、これはマクシムスがキンブリ王ボイオリクスと和平交渉に臨んだ事に反感を抱いた為ともされている。大カエピオ軍は惨敗して駆逐され、攻め返した蛮族軍は大カエピオの本陣を攻め落とし、孤立したマクシムス軍は川岸まで追い詰められた。甲冑を身に着けたローマ兵と属州兵は思う様に渡河できず、為す術なく殺戮された。
アラウシオの戦いはローマ軍8万名の殆どが死に、後方の支援部隊も含めれば12万名が戦死するというカンナエの戦い以来の壊滅的敗北となった。無傷で逃げ帰った大カエピオは市民権剥奪の上で国外に追放され、同じく戻ったマクシムスは息子を戦場で失う悲劇に加え、恐らくは自らも国外に追放された。歴史的勝利を得たキンブリ人達は戦争での勝利を確信し、自らの領地の如く南ガリアやキサルピーナを自由に行軍した。彼らが一挙にローマ本土での決戦を決断しなかった理由は定かではないが、恐らく既に手中にあるガリアやイベリア半島での略奪を優先したのだろうと見られている。また、軽装備が基本であった蛮族の兵士は戦死者こそ少ないが一定の負傷兵を抱えており、傷が癒える時間を欲したのではないかとする意見もある1。
どうあれ蛮族達はより確実に勝利できる時を待つ事にしたが、不幸にもそれが偉大な軍人が再び表舞台に立つ機会を与える事になり、彼らが同じ勝利を得る事は二度となかった。

### マリウスの登場
紀元前104年、ユグルタ戦争の功績で凱旋将軍の地位を得ていたガイウス・マリウスが同年の執政官に任命され、以後紀元前104年から紀元前100年にかけて執政官を務めたが、これ程長期間を務めた例は帝政期を除いて存在しない。執政官となったマリウスはユグルタ戦争で既に行っていた軍制改革を継続し、ローマ軍の象徴ともいえる鷹章旗はマリウスによってこの時に定められ、市民階級（ケントゥリア）ではなく軍団（レギオー）への忠誠心を抱かせる為の工夫であった。マリウスから与えられた鷹章旗は各軍団の誇りとされ、これを失う事は万死に値すると見なされた。一連の改革により、キンブリ軍が南下を再開するまでの間にマリウスは軍の再建を完成させた。

### 決戦

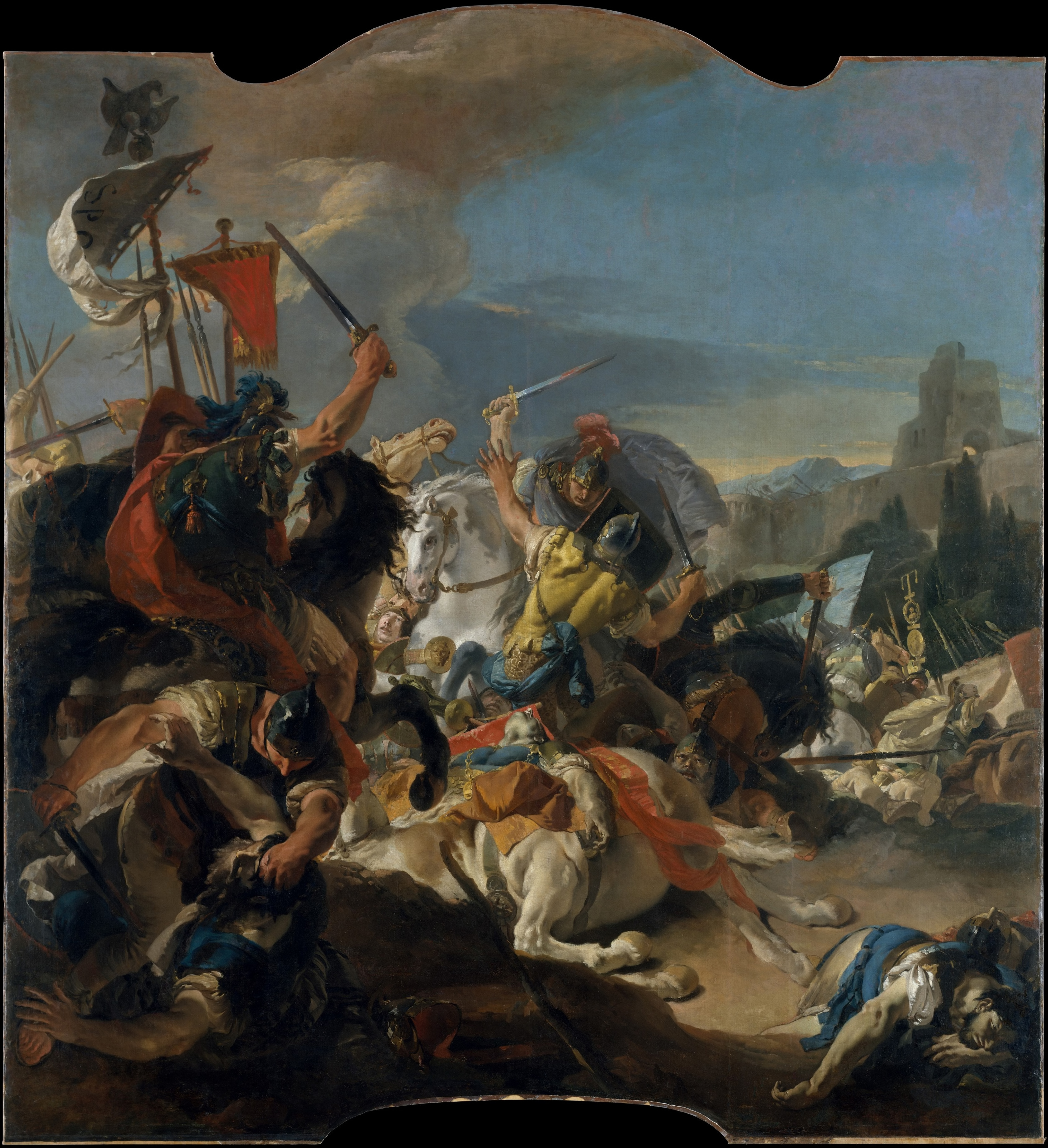
ウェルケラエの戦い

紀元前102年、マリウス率いるローマ軍6個軍団と補助軍は属州ガリア・ナルボネンシスのアクアエ・セクスティアエ（現在のエクス＝アン＝プロヴァンス）に着陣していた。前年までガリアを経てゲルマニア付近に戻っていたキンブリ軍の内、テウトボド王がテウトニ（チュートン）軍とアンブロネス軍を再び南下させ、いよいよローマ本土を目指しているとの報告を聞いた為であった。
マリウスは近辺の地形を入念に調べ、小高い丘の上に堅牢な陣地を建設して待ち構えると敵軍の先鋒を務めていたアンブロネス軍を先に壊滅させた。窮したテウトボド王は陣地を迂回させようとしたがローマ軍に妨害されて失敗し、自軍を率いてマリウスに挑みかかった。戦いで陣地の前に展開していた補助軍のリグリア人歩兵隊が敗走すると、好機とみてテウトボド王は全軍と共に丘を駆け上がったが、そこにマリウスが配置していた6個コホルスの軍団兵が背後を奇襲した。陣地と伏兵に挟撃されたテウトニ軍は徐々に押され、遂には壊滅して15万名中9万名が戦死した。生き残った者達の内、逃げられなかった2万名が奴隷とされ、テウトボド王も生け捕りにされた。大勝利にローマ兵達は大いに溜飲を下げたが、マリウスの戦いはまだ続いていた。
紀元前101年、同僚執政官に指名していたクィントゥス・ルタティウス・カトゥルスが東回りで南下したボイオリクス王のキンブリ軍に敗北し、キンブリ軍はカトゥルス軍を追撃して属州ガリア・キサルピナに侵攻した。マリウス軍はカトゥルス軍の残余と合流し、8個軍団を率いて自らも属州ガリア・キサルピナのウェルケラエに転進した。この土地が現在の何処に相当するのかは考古学の分野で研究されているが、伝承ではハンニバルのカルタゴ軍とローマ軍の古戦場として知られていたという。
20万名以上の兵士を抱えたキンブリ軍はボイオリクス王とルギウス、クラオディクス、カエソリクスと記録される三人の副王に導かれ、その後ろから大勢の馬車と女子供が続いていた。肥沃な土地への移住を望んだ彼らの旅は此処で終わりとなった。
マリウスは突撃を試みたキンブリ軍をカトゥルスに築かせた中央陣地で抑え込み、その間にマリウスの指揮するアウクシリアの補助騎兵はキンブリ騎兵との熾烈な戦いを制して彼らの背後に回り込んだ。以前とは異なり高い練度を持つ軍団兵は数に任せたキンブリ軍の猛攻を凌ぎ、マリウスの指揮する補助騎兵はキンブリ軍に壊滅的な損害を与えた。キンブリ軍は包囲網の中で抵抗したが、やがてボイオリクス王と副王ルギウスが倒れ、副王クラオディクスと副王カエソリクスはローマ軍に投降、14万名の兵士が戦死した。敗北を知った後方のキンブリ人の妻達は自らの子供を絞殺したとされているが、この光景はローマ側に強く記憶されている。
それでも抵抗虚しく6万名のキンブリ人が捉えられ、奴隷としてローマ本国に連れ去られて過酷な運命を辿る結末となった。その事は共和政末期のスパルタクスによる第三次奴隷戦争に参加した奴隷の中にキンブリ人が散見された事からも窺える。決定的勝利をおさめて戦争を終結させたマリウスは共和国の英雄として凱旋を果たし、6度目の執政官当選を決める事になる。

## 影響
戦いでテウトネス族とキンブリ人は歴史上からほぼ消滅したが、ユトランド半島に僅かな生き残りが留まっていた可能性を複数の歴史書が記録している。また、『ガリア戦記』によると、アトゥアトゥキ族というベルガエ人の一部族が、テウトネス族とキンブリ人の子孫であるという。彼らは所以のあるボイイ人ともども、マリウスの外甥であるガイウス・ユリウス・カエサルのガリア戦争で再びローマと相見える事になる。また先述の通り、奴隷として連れ去れた者達の幾つかは剣闘士として生き残り、スパルタクスの奴隷反乱に参加している。
ローマ内では対外的な脅威が去った一方、この勝利によって絶大な権勢を得たマリウスとそれを後ろ盾として政治改革を目論むルキウス・アップレイウス・サトゥルニヌスに対するいわゆる閥族派の反発が高まり内乱へと繋がっていく。

## 資料・引用
1. 1 2  Strauss, Barry (2009). The Spartacus War. Simon and Schuster. p. 21-22. ISBN 1-4165-3205-6

- Mommsen, Theodor, History of Rome, Book IV "The Revolution", pp 66?72.
- Dupuy, R. Ernest, and Trevor N. Dupuy, The Encyclopedia Of Military History: From 3500 B.C. To The Present. (2nd Revised Edition 1986) pp 90?91.